# Гадеско-Пьеве-Дельмона
Гадеско-Пьеве-Дельмона (итал. Gadesco-Pieve Delmona) — коммуна в Италии, располагается в регионе Ломбардия, подчиняется административному центру Кремона.
Население составляет 1634 человека, плотность населения составляет 96 чел./км². Занимает площадь 17 км². Почтовый индекс — 26030. Телефонный код — 0372.
Покровителями коммуны почитаются san Lucio в Pieve Delmona, святой Марин в San Marino, празднование в первое воскресение сентября, святые Гервасий и Протасий в Gadesco. Празднование в честь Пресвятой Богородицы (Madonna della Cintura o della Consolazione) в последнее воскресение августа. 